# Gonuris flaminia
Gonuris flaminia là một loài bướm đêm trong họ Noctuidae.